# Batracomorphus bacchusi
Batracomorphus bacchusi är en insektsart som beskrevs av Knight 1983. Batracomorphus bacchusi ingår i släktet Batracomorphus och familjen dvärgstritar. Inga underarter finns listade i Catalogue of Life.